# Bulgariens herrlandslag i rugby union
Bulgariens herrlandslag i rugby union representerar Bulgarien i rugby union på herrsidan.

## Historik
Laget spelade sin första match den 20 maj 1963 i Birland, och förlorade med 12-23 mot Rumänien.

### Fotnoter
1. ↑  ”Rugby International”. http://www.rugbyinternational.net/countries/bulgaria.htm. Läst 26 augusti 2011.